# هشام نافيل
هشام نافيل (مواليد 5 يونيو 1975) هو ملاكم مغربي، مثّل بلاده في الألعاب الأولمبية الصيفية في دورتي 1996 و2004.

## روابط خارجية
هشام نافيل على موقع أوليمبيديا (الإنجليزية)